# Damián De Hoyos
Carlos Damián De Hoyos (Mar del Plata, Argentina; 17 de mayo de 1988) es un futbolista argentino. Juega de delantero y su equipo actual es el Club Villa Mitre del Torneo Federal A, tercera categoría del fútbol argentino. 

## Trayectoria
De Hoyos comenzó su carrera en el Sportivo Barracas en la Primera C. Desde entonces solo jugó en clubes de ligas regionales argentinas, trabajando paralelamente en un depósito de una casa de deportes. No fue hasta los 28 años, cuando llega al Argentino A que se dedicó completamente a su carrera de futbolista.
Dio el salto a la Primera Nacional en la temporada 2022, cuando firmó en el Deportivo Maipú.
Tras una temporada en el CD Maipú, el 26 de enero de 2023 De Hoyos firmó en el Santiago Morning de la Primera B de Chile.

## Estadísticas
Actualizado al último partido disputado el 30 de abril de 2023 (solo profesional).
| Club                              | Div.          | Temporada     | Liga  | Liga  | Copas nacionales | Copas nacionales | Copas internacionales | Copas internacionales | Total | Total |
| Club                              | Div.          | Temporada     | Part. | Goles | Part.            | Goles            | Part.                 | Goles                 | Part. | Goles |
| --------------------------------- | ------------- | ------------- | ----- | ----- | ---------------- | ---------------- | --------------------- | --------------------- | ----- | ----- |
| Villa Mitre Argentina             | 3.ª           | 2016          | 10    | 1     | 2                | 1                | —                     | —                     | 12    | 2     |
| Villa Mitre Argentina             | 3.ª           | 2016-17       | 24    | 2     | 0                | 0                | —                     | —                     | 24    | 2     |
| Villa Mitre Argentina             | 3.ª           | 2017-18       | 13    | 2     | 2                | 0                | —                     | —                     | 15    | 2     |
| Villa Mitre Argentina             | Total club    | Total club    | 47    | 5     | 4                | 1                | 0                     | 0                     | 51    | 6     |
| Ferro Carril Oeste (GP) Argentina | 3.ª           | 2018-19       | 19    | 5     | 2                | 2                | —                     | —                     | 21    | 7     |
| Ferro Carril Oeste (GP) Argentina | Total club    | Total club    | 19    | 5     | 2                | 2                | 0                     | 0                     | 21    | 7     |
| Juventud Unida Argentina          | 3.ª           | 2019-20       | 23    | 12    | —                | —                | —                     | —                     | 23    | 12    |
| Juventud Unida Argentina          | 3.ª           | 2021          | 24    | 10    | —                | —                | —                     | —                     | 24    | 10    |
| Juventud Unida Argentina          | Total club    | Total club    | 47    | 22    | 0                | 0                | 0                     | 0                     | 47    | 22    |
| Deportivo Maipú Argentina         | 2.ª           | 2022          | 26    | 8     | —                | —                | —                     | —                     | 26    | 8     |
| Deportivo Maipú Argentina         | Total club    | Total club    | 26    | 8     | 0                | 0                | 0                     | 0                     | 26    | 8     |
| Santiago Morning · Chile          | 2.ª           | 2023          | 23    | 6     | 2                | 2                | —                     | —                     | 25    | 8     |
| Santiago Morning · Chile          | Total club    | Total club    | 23    | 6     | 2                | 2                | 0                     | 0                     | 25    | 8     |
| Total carrera                     | Total carrera | Total carrera | 162   | 46    | 8                | 5                | 0                     | 0                     | 170   | 51    |